# Lanciano

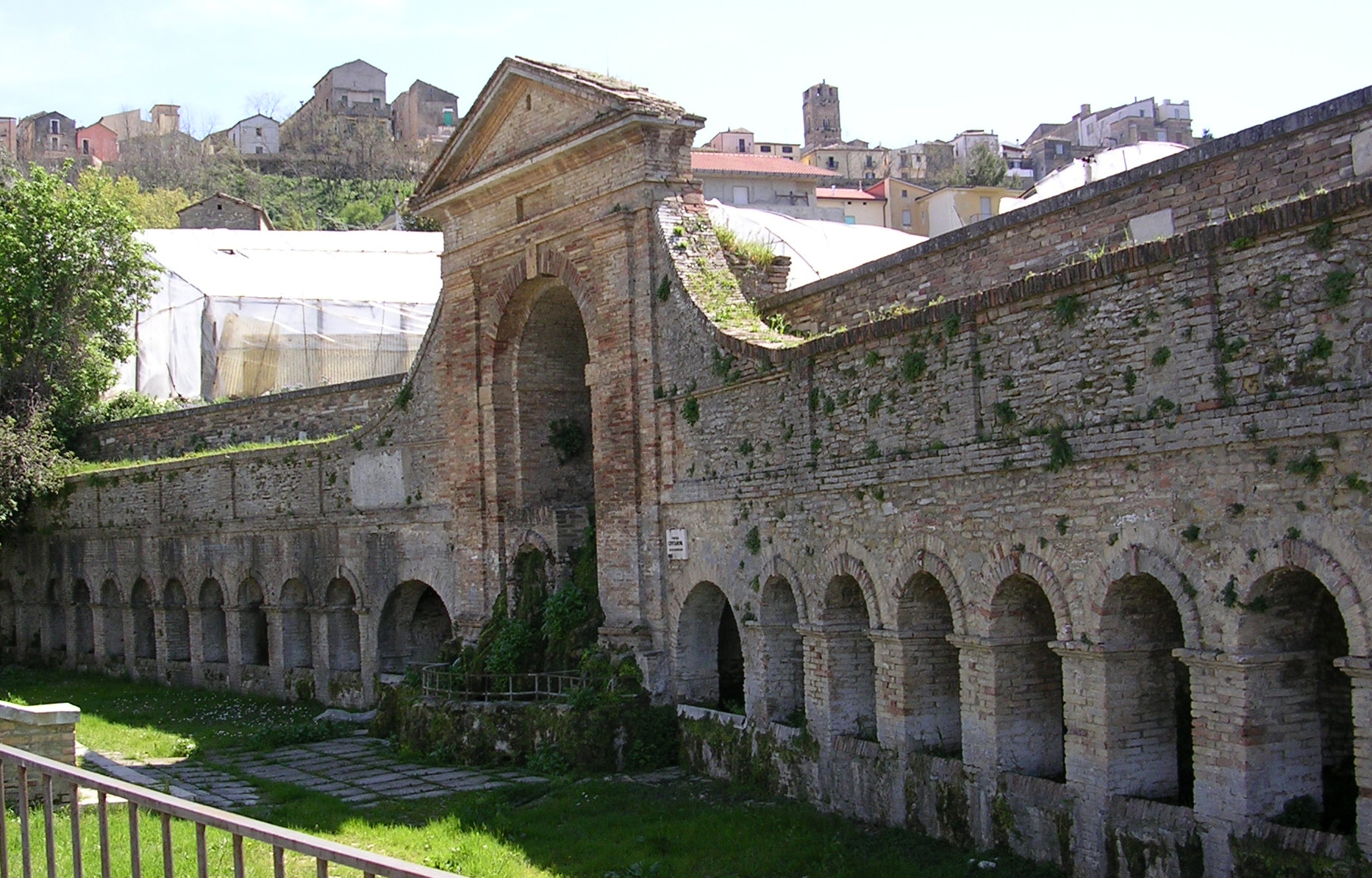
Fontana di Civitanova

Lanciano és una petita ciutat medieval dels Abruços, a Itàlia, a la província de Chieti. Es troba a la costa del Mar Adriàtic d'Itàlia. Té una població de 36.228 habitants.
Aquí es conserva des de fa més de dotze segles el primer i més gran dels miracles Eucarístics: el miracle eucarístic de Lanciano.

## Geografia
El centre de la ciutat està situat a 265 sobre el nivell del mar, però la seva altitud varia des dels 33 metres de la "contrada" Serre, prop del riu Sangro, als 410 m (San Nicolino, al límit amb Castel Frentano).
El territori de Lanciano se situa on les faldes de la Majella van caient cap al mar. Cap al sur arriba a limitar amb el riu Sangro. La ciutat és creuada pel torrent Feltrino, que passa una mica al nord del centre històric. Aquest últim es troba sobre tres turons (Erminio, Petroso e Selva), mentre el desenvolupament posterior va tenir lloc terrenys més plans al sur d'aquest.

## Barris

### Centre històric

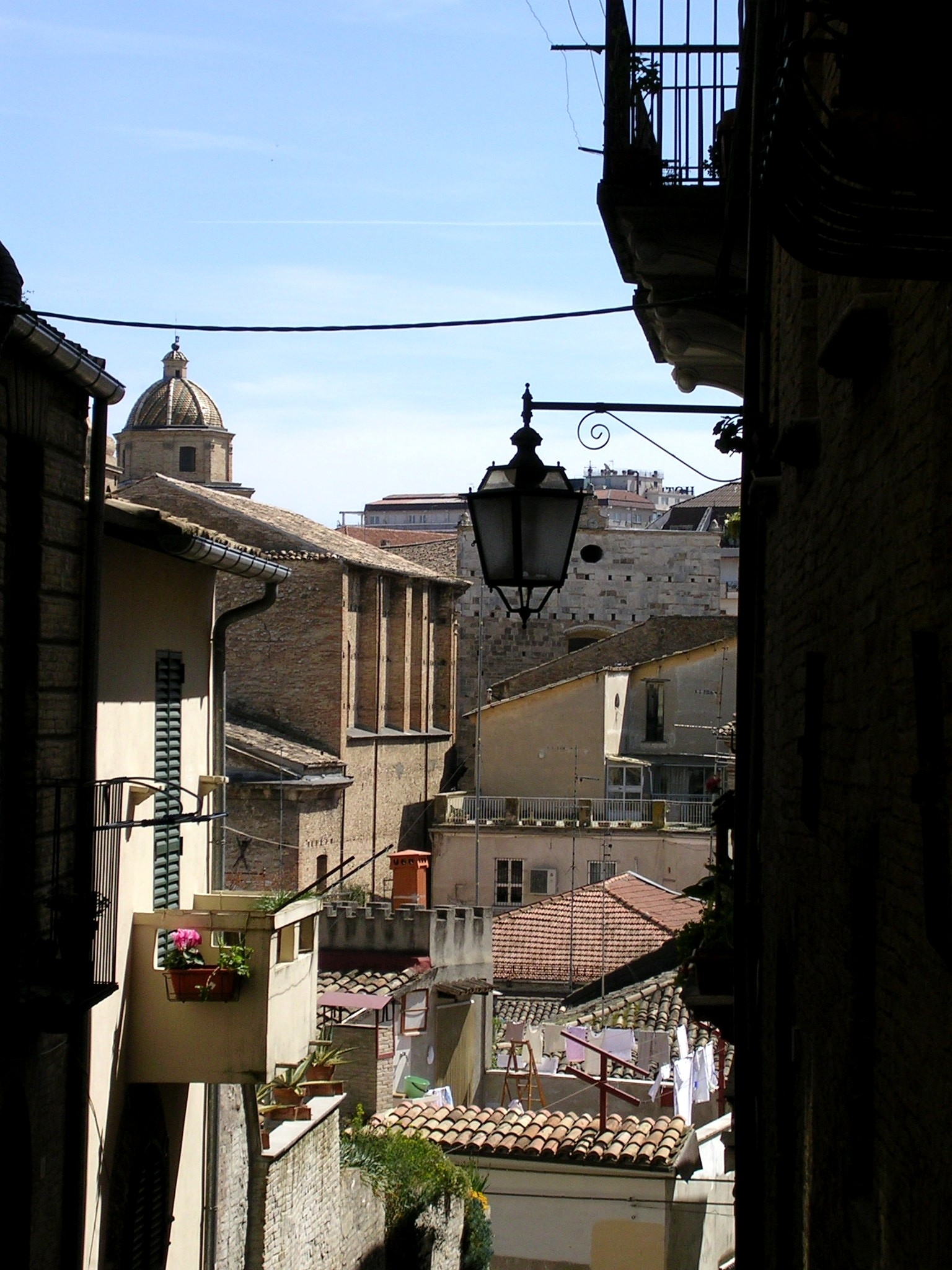
Centre històric de Lanciano

El centre històric de Lanciano es troba sobre les colines Erminio, Pietroso i Selva i es divideix en quatre barris: Borgo, Civitanova, Lancianovecchia i Sacca.
És coneguda pel Miracle Eucarístic de Lanciano. A l'Església de San Francisco es guarden les relíquies del Miracle.

### Pedanies
El centre urbà de Lanciano es troba rodejat de 33 pedanies, disseminades per tot el territori municipal. La població estimada en aquests centres poblacionals s'estima en uns 12682 habitants segons cens de 2005.
Les pedanies de Lanciano són les següents: Camicie, Colle Campitelli, Colle Pizzuto, Costa di Chieti, Follani, Fontanelle, Gaeta, Iconicella, Madonna del Carmine, Marcianese, Nasuti, re di Coppe, Rizzacorno, Sabbioni, San Iorio, Santa Croce, Santa Giusta, Santa Liberata, Santa Maria dei Mesi, Sant'Amato, Santa Nicolina, Sant'Egidio, Sant'Onofrio, Serre, Serroni, Spaccarelli, Torremarino, Torre Sansone, Villa Andreoli, Villa Carminello, Villa Elce, Villa Martelli, Villa Pasquini, Villa Stanazzo.

## Fills il·lustres
- Fedele Fenaroli (1732-1818) compositor musical.

## Evolució demogràfica
Plantilla:Demografia/Lanciano